# Michał Szyba
Michał Szyba, né le 18 mars 1988 à Lublin, est un handballeur international polonais, évoluant au poste d'arrière droit au Tremblay Handball depuis 2021.

## Palmarès

### En sélection
- 6e place au championnat d'Europe 2014
- médaillé de bronze au championnat du monde 2015
- 7e place au championnat d'Europe 2016
- 4e place aux Jeux olympiques de 2016

### En club
- Champion de Suisse (1) : 2017
- Supercoupe de Suisse (de) (2) : 2016, 2017